# دراسكو رادونييتش
دراسكو رادونييتش (بالإنجليزية: Drasko Radonjic)‏ (ولد في 13 أبريل 2005 في صربيا) لاعب كرة قدم صربي يجيد اللعب في مركز الوسط المحوري. يلعب حاليا لصالح عالي البحريني من 2023.